# SP La Fiorita
Die SP La Fiorita (vollständig: Società Polisportiva La Fiorita) ist ein san-marinesischer Fußballverein aus der Gemeinde Montegiardino. Der Verein nimmt am Ligabetrieb der nationalen Meisterschaft, dem Campionato Sammarinese di Calcio, teil.

## Geschichte
Der Verein wurde 1967 gegründet. 1986 holte der Verein mit dem Gewinn des nationalen Pokalwettbewerbs, der Coppa Titano, seinen ersten Titel. Im gleichen Jahr gewann er auch den Superpokal. In der Saison 1986/87 wurde La Fiorita erstmals san-marinesischer Meister und sicherte sich erneut die Supercoppa. Den zweiten Meistertitel der Vereinsgeschichte errang Fiorita 1990. Nach siebzehn Jahren ohne Titel gewann der Verein 2007 zum dritten Mal die Supercoppa di San Marino. Mittlerweile stehen 18 nationale Titel zu Buche, davon jeweils sechs Mal Meisterschaft und sieben Pokalsiege sowie fünf Mal Gewinner des Superpokals.

## Erfolge
- San-marinesischer Meister: 1987, 1990, 2014, 2017, 2018, 2022
- San-marinesischer Pokalsieger: 1986, 2012, 2013, 2016, 2018, 2021, 2024
- San-marinesischer Superpokalsieger: 1986, 1987, 2007, 2012, 2018

### Europapokalbilanz
| Saison  | Wettbewerb                    | Runde                  | Gegner                  | Gesamt          | Hin                  | Rück                 |
| ------- | ----------------------------- | ---------------------- | ----------------------- | --------------- | -------------------- | -------------------- |
| 2012/13 | UEFA Europa League            | 1. Qualifikationsrunde | FK Liepājas Metalurgs   | 0:6             | 0:2 (H)              | 0:4 (A)              |
| 2013/14 | UEFA Europa League            | 1. Qualifikationsrunde | FC Valletta             | 0:4             | 0:3 (H)              | 0:1 (A)              |
| 2014/15 | UEFA Champions League         | 1. Qualifikationsrunde | FC Levadia Tallinn      | 0:8             | 0:1 (H)              | 0:7 (A)              |
| 2015/16 | UEFA Europa League            | 1. Qualifikationsrunde | FC Vaduz                | 01:10           | 0:5 (H)              | 1:5 (A)              |
| 2016/17 | UEFA Europa League            | 1. Qualifikationsrunde | Debreceni Vasutas SC    | 0:7             | 0:5 (A)              | 0:2 (H)              |
| 2017/18 | UEFA Champions League         | 1. Qualifikationsrunde | Linfield FC             | 0:1             | 0:1 (A)              | 0:0 (H)              |
| 2018/19 | UEFA Champions League         | Vorrunde Halbfinale    | Lincoln Red Imps FC     | 0:2             | 0:2 (A) in Gibraltar | 0:2 (A) in Gibraltar |
| 2018/19 | UEFA Europa League            | 2. Qualifikationsrunde | FK Spartaks Jūrmala     | 0:9             | 0:6 (A)              | 0:3 (H)              |
| 2019/20 | UEFA Europa League            | Vorqualifikation       | UE Engordany            | 1:3             | 0:1 (A)              | 1:2 (H)              |
| 2020/21 | UEFA Europa League            | Vorqualifikation       | Coleraine FC            | 0:1             | 0:1 (A)              | 0:1 (A)              |
| 2021/22 | UEFA Europa Conference League | 1. Qualifikationsrunde | FC Birkirkara           | 1:2             | 0:1 (A)              | 1:1 (H)              |
| 2022/23 | UEFA Champions League         | Vorrunde               | Inter Club d’Escaldes   | 1:2             | 1:2 (N) auf Island   | 1:2 (N) auf Island   |
| 2022/23 | UEFA Europa Conference League | 2. Qualifikationsrunde | KF Ballkani             | 0:10            | 0:4 (H)              | 0:6 (A)              |
| 2023/24 | UEFA Europa Conference League | 1. Qualifikationsrunde | Zimbru Chișinău         | 1:2             | 1:1 (H)              | 0:1 (A)              |
| 2024/25 | UEFA Conference League        | 1. Qualifikationsrunde | FK Islatsch Minsk Rajon | 1:1 (4:2 i. E.) | 0:1 (H)              | 1:0 n. V. (A)        |
| 2024/25 | UEFA Conference League        | 2. Qualifikationsrunde | Istanbul Başakşehir FK  | 1:10            | 1:6 (H)              | 0:4 (A)              |
| 2025/26 | UEFA Conference League        | 1. Qualifikationsrunde | Vardar Skopje           | 2:5             | 0:3 (A)              | 2:2 (A)              |

Gesamtbilanz: 31 Spiele, 1 Sieg, 4 Unentschieden, 26 Niederlagen, 9:83 Tore (Tordifferenz −74)